# Pumilibranchipus deserti
Pumilibranchipus deserti är en kräftdjursart som beskrevs av Hamer och Brendonck 1995. Pumilibranchipus deserti ingår i släktet Pumilibranchipus och familjen Branchipodidae. Inga underarter finns listade i Catalogue of Life.